# Sissey Chao
Sissey Chao (chino: 赵一豪 pinyin: Zhao Yi Hao, nacido el 24 de septiembre de 1963) es un cantante y músico taiwanés.

## Carrera
Sissey formó su primera banda llamada, Double X, en 1985, cuando tenía unos 27 años de edad. Considerado un pionero de la música punk taiwanesa, con su banda lanzó su primer álbum titulado, Lying Idiots o Mentira idiotas, bajo el sello discográfico de "Crystal Records" en 1985. Ese mismo año realizó una gira de conciertos mediante un campus universitarios por todo su país. También compartió los escenarios junto a R.E.M., cuando ofrecieron un concierto en Taipéi.
Además de ser el líder de su banda, Sissey también desarrolló su carrera en solitario con su propio estilo musical y muy singular, el lanzó su primer álbum en solitario titulado "Pull Myself Out" (1989, bajo el sello de Crystal Records). Su álbum contenía temas musicales con respecto a las censuras de los gobiernos de su país, en la que fue prohibido por la Oficina de Información del Gobierno de Taiwán.  Pese a la prohibición, su álbum fue todo un éxito, aunque dos de sus canciones extraídos de su mismo álbum fueron revividos e incluidos en la BSO, que fue interpretada para una película titulada A Place of One’s Own (2009). Entre 1989 y 1998 lanzó otros dos álbumes más.

## Discografía
1. Lying Idiots  (《白痴的謊言》) (1985)
2. Pull Myself Out  (《把我自己掏出来》)(1989)
3. Love/Hate Direct  (《直接愛恨》)(1996)
4. 3:36 AM  (《凌晨03:36》)(1998)
5. Tripping  (《Tripping 旅行/19》)(2009)